# Termodynamický systém
Termodynamický systém nebo termodynamická soustava je souhrn látek v prostoru, který je omezen myšlenou nebo skutečnou plochou (sklenice vody, válec motoru apod.). Uvnitř tohoto systému mohou probíhat změny. Tento systém můžeme popsat pomocí stavových veličin (teplota, objem, tlak, látkové množství apod.) nebo stavových funkcí (např. vnitřní energie, entalpie, entropie).
Termodynamický systém je příkladem fyzikálního systému.

## Dělení termodynamických systémů
- Podle výměny látky a energie s okolím:
  - otevřené: může docházet k výměně částic látky a energie;
  - uzavřené: k výměně částic látky s okolím nedochází;

Uzavřené systémy se dále dělí podle vyměnitelnosti energie s okolím:
- neizolované: může docházet k výměně energie s okolím prací, (elektromagnetickým) zářením i tepelnou výměnou;
- adiabaticky izolované: nemůže docházet k tepelné výměně;
- izolované: není umožněna výměna látky ani energie s okolím.

- Podle rozložení v prostoru:
  - termodynamicky homogenní: všechny makroskopické části systému mají stejné vlastnosti a jsou ve stejném stavu (ve všech místech jsou stejná teplota, tlak, hustota, chemické složení, struktura, elektrické a magnetické vlastnosti apod.),
  - termodynamicky nehomogenní: obsahuje makroskopické části nestejných vlastností nebo nestejného stavu; speciálním případem jsou systémy
    - termodynamicky heterogenní: systém je tvořen více menšími homogenními celky ostře oddělenými hraničními plochami, vlastnosti se na rozhraních skokově mění.[2]